# A Change of Spirit
A Change of Spirit è un cortometraggio muto del 1912 diretto da D.W. Griffith.

## Trama
Una ragazza incontra casualmente durante una passeggiata nel parco un uomo che la corteggia. In realtà lui è un ladro che lavora in coppia con un complice e che progetta di rubare in casa della ragazza. Quando però la rivede, si pente del suo piano criminoso.

## Produzione
Il film fu prodotto dalla Biograph Company. Venne girato a New York e nel New Jersey.

## Distribuzione
Distribuito dalla General Film Company, il film - un cortometraggio di una bobina - uscì nelle sale cinematografiche statunitensi il 22 agosto 1912. Ne venne fatta una riedizione che fu distribuita sul mercato americano il 28 agosto 1916.
Non si conoscono copie ancora esistenti della pellicola che viene considerata presumibilmente perduta.